# Музей ткацкого производства ленты (Эльфрингхаузен)

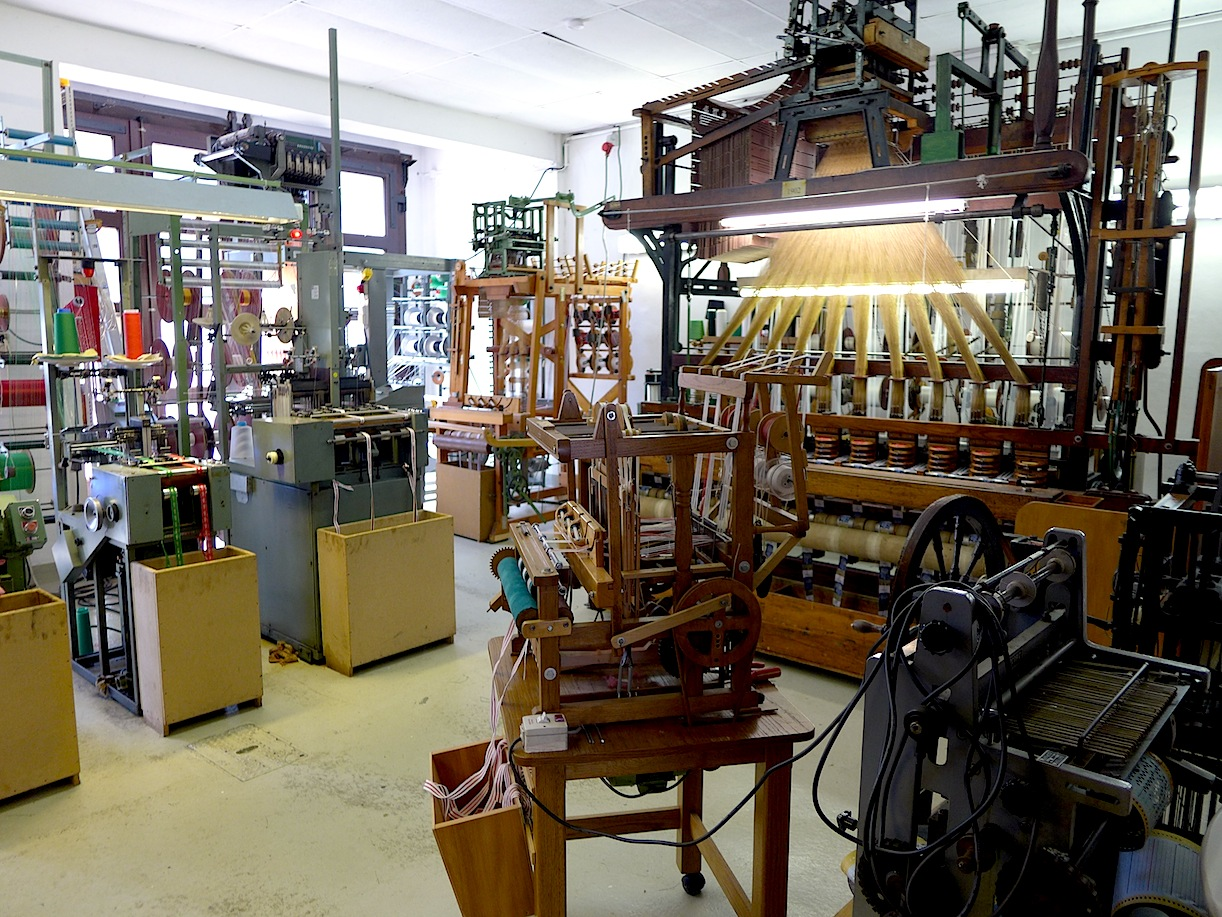
Жаккардовый ткацкий станок в музее Эльфрингхаузена

Музей ткацкого производства ленты (нем. Bandwebereimuseum) расположен в посёлке Эльфрингхаузен (нем. Elfringhausen) в пределах города Хаттинген (Северный Рейн-Вестфалия, Германия).

## Общая информация
Музей был открыт 11 мая 1996 года на том самом месте, где в XIX—XX веках активно работала местная ткацкая мастерская. Она специализировалась на производстве узкой ленты, использовавшейся для пошива различных изделий (брюки, скатерти, матерчатые эмблемы, флаги, сувениры и пр.)
В настоящее время этот небольшой музей поддерживается энтузиастами, которые в своё время сами работали на этом предприятии. Спонсорскую поддержку осуществляют несколько местных общественных организаций: гражданского и краеведческого союзов, а также общества содействия развитию туризма в регионе.
Все экспонаты музея размещены в одном помещении. Исторические станки поддерживаются в рабочем состоянии и посетители музея видят из в действии. Наиболее ценными экспонатами является ткацкие станки системы Жаккара (Жаккардовые ткацкие станки), изобретенные французом Жозефом Мари Жаккаром в 1804 году.

## История ткацкого производства в Эльфрингхаузене
История ткачества в Эльфрингхаузене берёт начало перед 1800 годом, а впервые документально ткачи зарегистрированы в 1822 году. В ткацком производстве были задействованы как наёмные работники (подмастерья), так и специалисты-ленточники (собственники небольших мастерских на дому, или надомники-ленточники). Заказы на ленту поступали из соседних крупных текстильных предприятий городов Бармен и Лангенберг. Готовую продукцию отправляли в специальных мешках, называемых «Пюнгель».
В 1888—1889 годах на ручье Фельдербах реконструировалась мельница Биттер, что позволило в 1891 году запустить турбину для местных ткачей и вместо ручного привода они стали использовать для работы ткацких станков энергию воды. Улучшалось и транспортное сообщение. В 1884 году из Хаттингена в направлении современного Вупперталя была проложена железнодорожная ветка, и в эти же 80-е годы посёлок Эльфрингхаузен был соединён со станцией Ниренхоф шоссейной дорогой с щебневым покрытием, по которой с 1932 года стал ходить автобус.
С 1903 года ткацкие станки были переведены на бензиновые двигатели, а с 1908 года на электричество.
Особого расцвета ленточное производство в Эльфрингхапузене достигло после 1945 года, когда в Вуппертале ткацкие фабрики стояли в разрушенном состоянии. 1961 год стал наиболее успешным для местных ткачей. Тогда их здесь насчитывалось 29 и они работали на 63 ткацких станках.

## Время работы музей и подъезды
Музей работает во 2-ю и 4-ю субботы месяца с 14 до 16 часов. Добраться можно автобусами 627 и 637.

## Туризм
Музей посещают туристы, идущие по маршруту вокруг Меттмана (по тропе, называемой Неандерландштайг и туристы, привлекаемые красотами так называемой «Эльфрингхаузенской Швейцарии», в центре которой и находится посёлок Эльфрингхаузен.